# Belida
Das Belida ist ein Schwert aus Indonesien.

## Beschreibung
Das Belida hat eine leicht gebogene, einschneidige Klinge. Die Klingen gibt es in zwei verschiedenen Grundformen. 
- Die Klinge ist am Heft schmal und wird zum Ort breiter. Im Ortbereich ist die Klinge leicht bauchig. Die Schneide ist kürzer als der Klingenrücken. Der Ort ist schräg abgeschnitten.
- Die Klinge ist vom Heft zum Ort von gleichbleibender Breite. Kurz vor dem Ortbereich wird die Klinge etwas breiter. Zwei Drittel der Klinge sind gerade, das restliche Drittel ist leicht zum Klingenrücken gebogen. Der Ort ist leicht abgerundet und ähnelt dem Ort europäischer Säbel.

Das Heft besteht aus Holz und ist im Knaufbereich abgebogen gestaltet. Es ist groß genug, um beidhändig geführt zu werden. Am Übergang zur Klinge ist es breiter gearbeitet und mit einer ausladenden Verbreiterung versehen (siehe Bild Infobox). Das Parier und die Zwinge bestehen aus Metall und sind zur Schneidenseite hin ausladend verbreitert. Manche Versionen sind am Heft und am Knauf mit Vogelfedern verziert. Das Belida wird von Ethnien aus Indonesien benutzt.